# Stenus scrutator
Stenus scrutator – gatunek chrząszcza z rodziny kusakowatych i podrodziny myśliczków (Steninae).
Gatunek ten został opisany w 1840 roku przez Wilhelma Ferdinanda Erichsona.
Chrząszcz o ciele długości od 4,4 do 4,6 mm. Szerokość jego głowy mierzona wraz z oczami jest nie większa niż nasady pokryw. Na powierzchni przedplecza i pokryw punkty stykają się ze sobą, tworząc rynienkowate bruzdy. Przedplecze jest nieco dłuższe niż szersze. Pokrywy są o ¼ dłuższe i o ponad połowę szersze od przedplecza. Początkowe tergity odwłoka mają pośrodku części nasadowych pojedyncze, krótkie listewki. Co najmniej cztery pierwsze tergity mają boczne brzegi odgraniczone szerokimi bruzdami. Odnóża są ubarwione czarno z brunatnymi nasadami ud. Smukłe tylne stopy prawie dorównują długością goleniom.
Owad palearktyczny, rozprzestrzeniony od Francji i Belgii na zachodzie oraz Fennoskandii i Karelii na północy po północ Włoch na południu i Rumunię na południowym wschodzie. W Polsce bardzo rzadki. Zasiedla wilgotne łąki i pobrzeża wód, gdzie przebywa pod kamieniami, napływkami i szczątkami roślinnymi.